# Roy Cooper
Pour les articles homonymes, voir Cooper.
Roy Asberry Cooper III, né le 13 juin 1957 à Nashville (Caroline du Nord), est un homme politique américain, membre du Parti démocrate et gouverneur de Caroline du Nord du 1 janvier 2017 au 1 janvier 2025.
Élu à la Chambre des représentants de Caroline du Nord de 1987 à 1991, puis au Sénat de Caroline du Nord de 1991 à 2001, il devient dès lors procureur général d'État, poste qu'il conserve jusqu'à sa prise de fonction en tant que gouverneur de Caroline du Nord, à la suite des élections de 2016, lors desquelles il bat le sortant Pat McCrory, candidat à un second mandat sous l'égide du Parti républicain.

## Biographie

### Jeunesse et études
Roy Cooper est originaire du comté de Nash en Caroline du Nord. Il est le fils d'un avocat et d'une enseignante. Jeune, il travaille avec son frère Pell dans la ferme de tabac de ses parents. Après des études de droit à l'université de Caroline du Nord à Chapel Hill, il rejoint le cabinet de son père.

### Législateur et procureur général
En 1986, il est élu à la Chambre des représentants de Caroline du Nord après avoir battu le représentant sortant durant la primaire démocrate. En 1991, il est nommé au Sénat lorsqu'un siège devient vacant. En 1998, il devient le chef de la majorité démocrate au Sénat.
En 2000, il est élu procureur général de Caroline du Nord. Il est réélu en 2004, 2008 et 2012. Durant son mandat, il doit défendre plusieurs lois pourtant contraires à ses convictions, notamment sur les contrôles d'identité lors des élections ou sur le droit pour un juge de ne pas célébrer un mariage homosexuel.
En 2007, il intervient dans l'affaire des joueurs de crosse à l'université Duke, feuilleton judiciaire fortement médiatisé.

### Candidature au poste de gouverneur
Il est candidat à l'élection du gouverneur de 2016 face au républicain sortant Pat McCrory. Il remporte la primaire démocrate avec 69 % des voix face à l'homme d'affaires Ken Spaulding. Cooper fait notamment campagne contre la loi HB2, qui interdit les ordonnances locales anti-discrimination à l'égard des personnes LGBT, estimant qu'elle a abimé la réputation et l'économie de la Caroline du Nord. Durant l'été, il est donné gagnant par les sondages mais l'écart se réduit en octobre et les candidats sont au coude-à-coude.
Le soir de l'élection, Cooper arrive en tête d'environ 5 000 voix mais tous les bureaux ne sont pas comptabilisés et l'équipe de McCrory conteste de nombreux bulletins. Le même jour, l’État est remporté par les républicains Donald Trump et Richard Burr. Le 21 novembre, alors qu'aucun candidat n'est encore déclaré vainqueur, Roy Cooper appelle McCrory à reconnaître sa défaite et nomme les membres de son équipe de transition. Le 1er décembre, le site du conseil des élections de Caroline du Nord voit Cooper vainqueur avec 10 257 suffrages d'avance. C'est la première fois que l'avance du démocrate dépasse les 10 000 voix, au-delà desquelles il ne peut pas y avoir de recompte des voix au niveau de l'État. Le 5 décembre, McCrory reconnaît sa défaite.
Après l'élection de Cooper, la Législature de l'État — contrôlée par les républicains — se réunit lors d'une session extraordinaire le 15 décembre pour réduire les pouvoirs du gouverneur. C'est ainsi que le nombre de postes nommés par celui-ci passe de 1 500 à 300 et les membres de son cabinet doivent désormais être approuvés par le Sénat.

### Gouverneur
Roy Cooper prête serment et entre en fonction le 1er janvier 2017 peu après minuit.
Candidat à un second mandat, il est réélu le 3 novembre 2020 en obtenant 51,5 % des voix face au républicain Dan Forest, lieutenant-gouverneur sortant.
Après que Kamala Harris soit devenue la candidate présomptive des démocrates pour l'élection présidentielle de 2024 le 22 juillet 2024, Cooper est régulièrement mentionné comme son potentiel colistier, notamment en raison de sa popularité dans son État de Caroline du Nord, perçu comme État pivot pour le scrutin,. Le 29 juillet 2024, il fait savoir qu'il ne souhaite pas prendre le rôle, finalement attribué au gouverneur du Minnesota Tim Walz.
En juillet 2025, six mois après avoir quitté son poste de gouverneur, il se déclare candidat aux élections sénatoriales de novembre 2026 pour le siège du républicain Thom Tillis, non candidat à sa réélection. En raison de sa notoriété et de sa popularité dans l'État, il est alors perçu depuis plusieurs mois comme le démocrate ayant le plus de chances de remporter le siège.

### Vie privée
Il est marié à Kristin, avec qui il a trois filles.